# Liên cầu khuẩn lợn
Liên cầu khuẩn lợn là loại vi khuẩn gây bệnh cho người và lợn, đây là bệnh truyền nhiễm có thể xảy ra ở hầu hết các loài động vật máu nóng, trong đó có lợn và người là chủ yếu. Bệnh tăng mạnh trong mùa nắng nóng và có nguy cơ trở thành dịch nếu không có biện pháp phòng tránh, điều trị. Bệnh có thể lây từ lợn sang người và gây tử vong. Người nhiễm bệnh có triệu chứng viêm não, xuất huyết, viêm phổi, viêm cơ tim và viêm khớp. Tỷ lệ tử vong khoảng 7%. Con đường lây truyền từ lợn sang người có thể qua vết thương ở da, đường hô hấp, tiếp xúc với máu hoặc các dịch tiết ở heo bệnh. hoặc qua đường ăn uống. Đây là bệnh nguy hiểm, vì nếu nhiễm loại vi khuẩn này mà không được chữa trị kịp thời, người bệnh sẽ bị viêm màng não, nhiễm trùng huyết gây choáng và có thể để lại những di chứng nặng nề với 60% bị ù tai giảm thính lực, 20% điếc hoàn toàn không hồi phục. Ở miền Nam Việt Nam, 95%-98% bệnh nhân nhiễm vi khuẩn liên cầu lợn thường bị viêm màng não.

## Tác nhân
Tác nhân gây bệnh là do Streptococcus suis (S.suis) gây ra ở lợn và có khả năng lây lan sang người. Streptococcus suis là một liên cầu, có hình ô van hay hình bầu dục, bắt màu Gram dương (+) và sắp xếp thành chuỗi. Ở động vật thì cầu khuẩn lợn cư trú trong đường hô hấp trên, đặc biệt là xoang mũi và hạch hạnh nhân, cũng có thể ở đường tiêu hóa, đường sinh dục của lợn. S.suis còn tồn tại lâu trong phân, nước, rác. Ổ chứa S.suis là lợn nhà, lợn rừng, ngựa, chó, mèo và chim, có thể lây truyền qua gián, chuột, ruồi…
Môi trường đóng vai trò quan trọng trong quá trình truyền bệnh. S.suis type II thường gây bệnh ở người, dễ mắc nhất là những người làm việc trong môi trường liên quan đến lợn. Cách lây qua đường tiêu hóa là chủ yếu. Loại vi khuẩn này cư trú trên cơ thể lợn, kể cả đối với lợn không mắc bệnh cũng có một tỷ lệ nhỏ các con vi khuẩn này ký sinh. Nó ít khi gây bệnh cho người, trừ khi chúng ta ăn các loại thức ăn chưa nấu chín.
Đối với lợn bị mắc dịch heo tai xanh, sức đề kháng giảm đi, liên cầu khuẩn bắt đầu xâm nhập vào cơ thể và gây bệnh. Vi khuẩn này gây viêm phổi hay nhiễm trùng máu ở lợn, và lúc đó các cơ quan phủ tạng khác cũng đều chứa các vi khuẩn này. Khi bị nhiễm trùng máu, tất cả các bộ phận như thịt, da, xương, tiết, lòng đều có tế bào vi khuẩn dẫn tới nguy cơ lây bệnh sang người tăng cao.

## Nguyên nhân lây nhiễm
Nguyên nhân nhiễm bệnh chủ yếu là do tiếp xúc, sử dụng các chế phẩm từ thịt heo thiếu an toàn, nhiều trường hợp nhiễm bệnh không rõ nguyên nhân do vi khuẩn này đã lan ra môi trường và xâm nhập nhiều loại thực phẩm khác. Bệnh liên cầu khuẩn ở lợn lây lan sang người theo một trong các cách sau:

### Từ đường ăn uống
Khi ăn các sản phẩm từ lợn mà chưa được nấu chín như tiết canh, lòng, nem, cháo lòng lợn bị bệnh liên cầu nên vi khuẩn xâm nhập vào cơ thể người và gây bệnh. Ở Việt Nam, trên 70% bệnh nhân mắc liên cầu khuẩn lợn là do ăn tiết canh lợn. Những thức ăn như, lòng, dồi, tiết canh… luôn luôn có vi trùng liên cầu khuẩn lợn. Trong khi đó nhiều khi thức ăn này không được nấu chín, nên dễ dẫn đến việc lây bệnh các món ăn như tiết canh, huyết xào, dồi trường luộc chưa kỹ, lòng lợn... Qua điều tra dịch tễ 100 trường hợp nhiễm bệnh liên cầu lợn ở phía nam Việt Nam đã xác định 70% có liên quan tiếp xúc trực tiếp với lợn, do ăn lòng lợn, tiết canh.
Nếu lợn nhiễm khuẩn (kể cả lợn bệnh và lợn lành mang trùng không phát bệnh), trong máu (tiết) và thịt lợn sẽ chứa một lượng lớn vi khuẩn. Khi thực phẩm đó không được nấu chín kỹ (tiết canh, nem chua, nem chạo…), những người ăn sẽ có nguy cơ nhiễm bệnh rất cao (sống được 10 phút ở nhiệt độ 60oC). Trong các món ăn đó, tiết canh là món chính lây bệnh liên cầu khuẩn lợn sang người, hầu hết bệnh nhân nhiễm liên cầu khuẩn lợn là do tiếp xúc trực tiếp với lợn bị bệnh hoặc ăn thịt lợn chưa chế biến kỹ bao gồm cả tiết canh, nem chua, nem chạo, trong đó có khoảng trên 30% bệnh nhân hay ăn tiết canh Đặc biệt khi ăn tiết canh lợn là nơi chứa nhiều vi khuẩn liên cầu lợn nên sẽ tấn công rất nhanh, 16 giờ sau khi ăn là phát bệnh. ngoài ra cháo lòng cũng là món truyền bệnh sau tiết canh.

### Đường tiếp xúc, giết mổ, chăm sóc
Những người có các vết thương, sây sát ở da nhưng lại tiếp xúc với máu, dịch tiết… của lợn bị bệnh liên cầu khi chăm sóc, giết mổ lợn, vận chuyển thịt, máu lợn bệnh. trong quá trình chế biến, tiếp xúc trực tiếp (vệ sinh chuồng trại, giết mổ) cũng có thể lây nếu có các vết xước chân, tay (ở nhiệt độ 25oC, khuẩn này sẽ sống được 24 giờ trong bụi và 8 ngày trong phân). Vi khuẩn cũng xâm nhập vào cơ thể qua các vết thương rách da nhỏ, vết trầy xước, lở niêm mạc chân răng… hoặc tiếp xúc với con lợn nhiễm bệnh bằng cách chăm sóc, giết mổ, chế biến mà bị xây xước chân tay
Bình thường loại vi khuẩn này có sẵn trong cổ họng, đường tiêu hóa, đường hô hấp, sinh dục của lợn. Khi chúng mắc bệnh - nhất là bệnh tai xanh, hệ miễn dịch suy giảm và đây là dịp cho loại vi khuẩn này có cơ hội phát triển mạnh. Người tiếp xúc trực tiếp lợi bệnh sẽ bị lây qua các vết thương trên. Vi khuẩn liên cầu lợn bình thường vẫn khu trú sẵn trong họng con lợn. Khi lợn mắc bệnh tai xanh do virus gây ra (thường gây bệnh ở lợn nái, lợn con và lợn đực đang trong giai đoạn sinh sản), sức đề kháng của con lợn bị suy giảm, đây chính là nguyên nhân làm bùng phát bệnh liên cầu khuẩn ở lợn.
Một cuộc nghiên cứu cho thấy, 40% trường hợp mắc bệnh được xác định do tiếp xúc trực tiếp với lợn mang mầm bệnh, 60% không xác định được. Bệnh nhân mắc đa số độ tuổi trung niên từ 40-60, trong đó 80% là nam giới. Một số người mắc bệnh liên cầu khuẩn lợn là do tiếp xúc với con lợn mắc bệnh, lây truyền chủ yếu qua vết thương xây xát trên da. Chính vì vậy, tỉ lệ nhiễm liên cầu lợn cao nhất ở người trực tiếp chăn nuôi và người giết mổ lợn.
Nhóm đối tượng có nguy cơ mắc bệnh cao nhất ngoài những người tiếp xúc trực tiếp với lợn, chăn nuôi, giết mổ còn có buôn bán, vận chuyển lợn. Những người nội trợ cũng có nguy cơ do tiếp xúc với thịt lợn và các sản phẩm từ lợn trong quá trình nấu nướng, chế biến hằng ngày. Bệnh nhân nam ở Việt Nam là chủ hàng bán lòng lợn, tiết canh
Người cũng có thể bị bệnh qua đường hô hấp do hít phải liên cầu khuẩn có trong không khí do lợn bệnh ho, hắt hơi bắn ra.

## Triệu chứng lâm sàng

### Các thể
Bệnh do liên cầu khuẩn lợn gây ra diễn biến đột ngột nhanh chóng, người bệnh có thể tử vong nếu không được điều trị kịp thời.
Người bị bệnh liên cầu khuẩn từ lợn thường mắc ở ba thể. Ở thể quá cấp tính, bệnh nhân bị nhiễm trùng huyết, sốt cao, xuất huyết và hoại tử toàn thân, suy tuần hoàn, suy hô hấp, suy chức năng gan, thận… và tử vong rất nhanh. Ở thể viêm màng não, bệnh nhân sốt cao, đau đầu, nôn mửa và hôn mê, nếu không điều trị sớm bệnh nhân sẽ có di chứng thần kinh như ngớ ngẩn, mất trí nhớ, liệt và thể thứ 3 là kết hợp cả hai. Vì thế bệnh nhân nhiễm liên cầu khuẩn thường gặp ở các thể bệnh viêm màng não và nhiễm trùng huyết hoặc kết hợp cả hai thể bệnh trên. Người bệnh có thể tử vong nếu không được điều trị sớm. bệnh nguy hiểm bởi có diễn biến nhanh, chỉ trong vòng 12-24 giờ đã có thể rất nguy hiểm, bệnh nhân rơi vào sốc do nhiễm trùng huyết.
Bệnh nhân mắc bệnh ở thể nhiễm trùng huyết thường rất nguy hiểm vì diễn tiến nhanh thành nhiễm độc toàn thân gây suy đa phủ tạng khiến cho việc điều trị khó khăn và kéo dài. Đặc biệt, người bị nhiễm liên cầu khuẩn lợn đã được điều trị khỏi vẫn có thể bị tái nhiễm. Bên cạnh các nguyên nhân mắc bệnh ở trên, thời gian gần đây có nhiều trường hợp nhiễm bệnh không rõ nguyên nhân. Không loại trừ vi khuẩn này đã lan ra môi trường và xâm nhập vào nhiều loại thực phẩm khác và truyền bệnh cho người.

### Biểu hiện
Khi nhiễm liên cầu khuẩn lợn, bệnh sẽ diễn biến cực kỳ nhanh chóng, suy đa phủ tạng. Nếu nhập viện muộn thì cơ hội cứu chữa thấp.
Vi khuẩn liên cầu lợn tấn công người sẽ gây biểu hiện ban đầu là sốt rất cao (lạnh, tay chân run rồi lên cơn sốt rất cao, trên 39 độ C), đầu đau dữ dội, đau cứng cổ gáy sau đó tri giác lơ mơ, li bì, hôn mê sau đó sốc và tụt huyết áp, suy hô hấp, xuất hiện các ban hoại tử trên da (xuất huyết rất to màu xám đen, bong tróc, hay lốm đốm). Một số bệnh nhân có dấu hiệu phát ban trên da, sau 5 ngày ban không những không lặn mà càng ngày càng rõ, kèm theo mệt mỏi Tiếp đó, bệnh nhân có thể bị viêm màng não như nhức đầu, buồn nôn, nôn vọt, cứng cổ, sốt cao... viêm phổi, suy gan, suy đa phủ tạng. Ngoài ra có thể có biểu hiện nhiễm trùng huyết sốt cao, da xanh, mệt mỏi phờ phạc, môi khô, lưỡi bẩn, hơi thở hôi...; sốc do nhiễm độc, xuất huyết dưới da...
Nếu được phát hiện sớm, việc điều trị sẽ khả quan, nhưng nếu phát hiện muộn bệnh nhân có thể bị phù não, để lại các di chứng nặng như động kinh và có thể tử vong. Đặc biệt, người bị nhiễm khuẩn liên cầu lợn thường có biểu hiện giống nhiều bệnh khác như nhiễm khuẩn huyết, sốt xuất huyết, viêm màng não mũ,... nên dễ gây chẩn đoán nhầm, dẫn đến bệnh nhân bị điều trị sai và muộn.
Ở heo thường có triệu chứng thường sốt cao (40 - 41,5 độ C), ủ rũ, biếng ăn, run rẩy, liệt

## Điều trị
- Lưu ý phát hiện sớm các trường hợp có biểu hiện viêm màng não và có tiếp xúc với lợn bị bệnh, chẩn đoán và điều trị kịp thời nhằm giảm tỷ lệ tử vong do biến chứng gây ra.
- Điều trị kháng sinh đặc hiệu Penicilline liều cao: uống, tiêm bắp hoặc truyền tĩnh mạch, thường phải điều trị trên 10 ngày. Có thể dùng các kháng sinh khác cũng hiệu quả như: Ampicilline, Erythromycine hoặc nhóm Cephalosporine
- Điều trị triệu chứng và áp dụng các biện pháp hồi sức tích cực.
- Lọc máu nếu có điều kiện.

## Phòng ngừa
Để phòng tránh được bệnh liên cầu khuẩn lợn, người tiếp xúc với lợn, nhất là lợn bệnh cần thực hiện vệ sinh cá nhân (trang bị bảo hộ lao động, rửa tay chân sau khi tiếp xúc...). Thịt lợn phải được nấu chín trước khi sử dụng, tuyệt đối không ăn tiết canh, thịt lợn còn sống, gỏi thịt lợn. sau khi dùng thịt hoặc tiếp xúc với lợn, nếu thấy có triệu chứng sốt cao, nhức đầu, nôn nhiều, đau họng, cần nhập viện ngay. Khi giết mổ hoặc tiêu hủy lợn nhiễm bệnh phải sử dụng đồ bảo hộ. Tuyệt đối không ăn thịt lợn nhiễm bệnh, thịt chưa nấu chín. Vi khuẩn liên cầu lợn có thể sống 2 tuần trong các chất thải của lợn ngoài môi trường và chỉ chết ở nhiệt độ cao hoặc trong chất sát khuẩn.
Không nên mua bán, giết thịt và ăn thịt lợn bệnh và chết. Tuyệt đối không ăn tiết canh lợn. Khi phải tiếp xúc với lợn nghi hoặc mắc bệnh liên cầu cần phải đeo khẩu trang, gang tay và mặc quần áo bảo hộ lao động. Khi nghi bị bệnh liên cầu lợn cần đến các cơ sở y tế (bệnh viện, trạm xá...) sớm để được chẩn đoán và điều trị kịp thời. Với bệnh này, người bệnh không được tự điều trị tại nhà vì nó dễ nhầm với bệnh sốt xuất huyết (do có nổi ban xuất huyết trên da). Ban do sốt xuất huyết là những nốt nhỏ, còn ban do liên cầu khuẩn lợn gây nên là những mảng xuất huyết lớn sau đó thâm đen. Ngoài ra, việc xác định người nhiễm liên cầu khuẩn lợn khó vì dễ nhầm với bệnh viêm màng não và nhiễm trùng huyết.
Theo các chuyên gia, để phòng bệnh, người chăn nuôi cần tẩy trùng, vệ sinh chuồng trại sạch sẽ, đeo găng tay, ăn uống, giết mổ, chế biến cần đảm bảo vệ sinh. Đặc biệt, những người có vết thương hở, bệnh ngoài da không nên tiếp xúc với lợn hoặc tham gia giết mổ, chế biến. Người tiêu dùng chỉ nên mua thịt lợn ở nơi tin cậy, có đóng dấu kiểm dịch. Tuyệt đối không ăn thịt lợn và nội tạng lợn chưa nấu chín kỹ, tiết canh, nem chua, nem chạo. Không ăn thịt lợn bệnh hay lợn đã chết. Giữ vệ sinh và ăn chín là cách tốt nhất để phòng bệnh liên cầu lợn ở người. Nghi ngờ mắc bệnh, phải đến ngay cơ sở y tế để được điều trị. S.suis dễ bị tiêu diệt bởi các chất sát khuẩn và tẩy rửa, có thể điều trị bệnh hiệu quả bằng kháng sinh.
Đối với việc phòng ngừa dịch bệnh thì cần:
- Tăng cường công tác giám sát dịch bệnh.
- Kiểm soát nghiêm ngặt động vật và sản phẩm động vật vận chuyển qua biên giới, đặc biệt là biên giới phía Bắc.
- Không mua, bán heo bệnh, không ăn thịt heo không rõ nguồn gốc, không ăn tiết canh, nội tạng heo chưa nấu chín. Chỉ nên mua thịt heo đã được cơ quan thú y kiểm dịch.
- Người chăn nuôi nên chọn con giống rõ nguồn gốc, thực hiện vệ sinh phòng bệnh, khử trùng tiêu độc, tiêm phòng các loại vắc-xin theo hướng dẫn của cơ quan thú y.
- Người có tổn thương ở tay, chân, bệnh ngoài da... không được giết mổ heo. Phải trang bị đồ bảo hộ lao động tối thiểu khi giết mổ heo như găng tay, khẩu trang. Sau khi giết mổ heo phải rửa chân, tay bằng xà phòng.

Nhân viên y tế cần tuyên truyền để người dân không hoang mang trước các thông tin về dịch bệnh. Nếu thấy thịt lợn có màu đỏ khác thường, xuất huyết hoặc phù nề thì tuyệt đối không ăn. Người chăn nuôi, giết mổ, tiêu thụ thịt lợn cũng cần áp dụng các phương tiện bảo hộ lao động như: đeo găng tay, khẩu trang,... vì vi khuẩn liên cầu có thể lây từ lợn sang người qua đường hô hấp. Các cơ sở mua bán và vận chuyển lợn cần chú ý, trước khi vận chuyển lợn đi tiêu thụ phải được tập trung tại các điểm thu gom đảm bảo các yêu cầu về vệ sinh thú y và được khử trùng tiêu độc hàng ngày.